# Jules-François-Paul Fauris de Saint-Vincens
Pour les autres membres de la famille, voir Alexandre de Fauris de Saint-Vincens.
Jules François Paul Fauris de Saint-Vincens (Aix-en-Provence, 21 juillet 1718–id., 22 octobre 1798) est un haut magistrat, président à mortier du parlement de Provence, et un numismate et un historien provençal.

## Biographie
Il naît à Aix-en-Provence le 21 juillet 1718 dans l'hôtel familial, l'hôtel de Raousset-Boulbon, situé au no 14 du cours Mirabeau, que son père, Antoine de Fauris, a acheté en 1739. Le 31 mai 1746, il épouse Julie Rossoline de Villeneuve de Vence, fille du marquis de Vence. Elle décède en 1778, après lui avoir toutefois donné deux enfants : Sophie de Fauris de Noyers de Saint-Vincens (1747-1781) et Alexandre de Fauris de Saint-Vincens (1750-1819).

### Le magistrat et l'homme politique
Il est reçu conseiller au parlement de Provence le 10 octobre 1737 et, le 10 mars 1746, reçoit la charge de président à mortier au parlement d'Aix, succédant à André Elzéar d’Arbaud de Jouques. Il en deviendra deuxième président en 1776. Fauris de Saint-Vincens survit à la Révolution et est le second magistrat à exercer, sous l’Empire, la fonction de Premier président de la cour d’appel d’Aix-en-Provence. Il mène parallèlement une carrière politique comme maire de la ville et député au corps législatif.

### L'homme de lettres et le numismate
Reprenant la tradition familiale d’érudition, ce bibliophile, correspondant et associé libre de l’Institut (académie des inscriptions et des belles lettres) en 1786, a rédigé, surtout après la Révolution française, de nombreux mémoires d’histoire, de numismatique et d’archéologie. Il appartient à plusieurs académies et est l’un des fondateurs de l’Académie d’Aix-en-Provence. Sa bibliothèque est l’un des fonds les plus riches de la bibliothèque Méjanes.
Il meurt dans sa ville natale le 22 octobre 1798, à l'âge avancé de 80 ans. Son fils, Alexandre de Fauris de Saint-Vincens, archéologue et futur maire d'Aix, lui consacre une Notice, publiée à Aix chez Henricy en 1800.

## Œuvres

### Le mémoire sur les monnaies des comtes de Provence
Les amateurs de monnaies des comtes de Provence connaissent Fauris de Saint-Vincens à travers son précieux ouvrage intitulé Mémoire sur les monnaies de Provence. Loin d’être dépassée, cette somme de travail est une extraordinaire mine d’informations sur la monnaie au Moyen Âge. Au fil des pages, on y découvre l’évolution de la monnaie en Provence au cours des siècles et la valeur des choses en espèces d’autrefois. En plus des innombrables informations concrètes qu’il livre, l’ouvrage de Fauris de Saint-Vincens présente également de nombreuses planches représentant les monnaies de Provence mais également des jetons et des médaillons ainsi que des curiosités numismatiques. Au fil des pages, on découvre la galerie des monnaies des anciens seigneurs provençaux : archevêques d’Arles ou d’Embrun, papes d’Avignon, seigneurs des Baux, d’Anduse et Sauve, de Maguelonne, comtes de Toulouse marquis de Provence et princes d’Orange. Apparaissent ensuite les monnaies des rois de France qui battirent monnaie en Provence à partir de Charles VIII de France et jusqu’au règne de François Ier. Le travail qui a été effectué par Fauris de Saint-Vincens est irremplaçable. Pour arriver à un résultat identique, il faudrait consacrer des années à dépouiller des masses d’archives quasiment illisibles et écrites en latin.
À l’instar de Fabri de Peiresc, qui fut conseiller au parlement de Provence et numismate émérite, Fauris de Saint-Vincens est l’un des pères de la numismatique provençale, car il en a fixé le contenu et en a cerné les contours à travers ses travaux. Après sa mort, les monnaies du président Fauris ont été acquises pour 18 000 francs  par le Cabinet des médailles de Marseille. Elles en forment aujourd’hui encore la base des collections.

## Pour approfondir